# إلين براينت فويت
إلين براينت فويت (بالإنجليزية: Ellen Bryant Voigt) (1943، فرجينيا في الولايات المتحدة)؛ كاتِبة وشاعرة أمريكية.

## الجوائز
- زمالة غوغنهايم